# Sarah Reid (skeletonistka)
Sarah Reid (ur. 2 czerwca 1987 w Calgary) – kanadyjska skeletonistka, dwukrotna medalistka mistrzostw świata.

## Kariera
Największe sukces w karierze osiągnęła w 2013 roku, kiedy podczas mistrzostw świata w Sankt Moritz wywalczyła dwa medale. Najpierw zajęła trzecie miejsce w ślizgu kobiet, przegrywając tylko z Shelley Rudman z Wielkiej Brytanii oraz Noelle Pikus-Pace z USA. Na tej samej imprezie wywalczyła także brązowy medal w zawodach drużynowych. W zawodach Pucharu Świata zadebiutowała 28 listopada 2008 roku w Winterbergu, zajmując dwunaste miejsce. Pierwszy raz na podium zawodów tego cyklu stanęła 8 grudnia 2012 roku w Lake Placid, gdzie okazała się najlepsza. W kolejnych startach jeszcze kilkukrotnie stawała na podium pucharowych, najlepsze wyniki osiągając w sezonie 2012/2013, kiedy była piąta w klasyfikacji generalnej. W 2014 roku wystąpiła na igrzyskach olimpijskich w Soczi, zajmując siódmą pozycję.